# Championnat de Macédoine du Nord masculin de handball 2020-2021
Navigation
Édition précédente Édition suivante
Le Championnat de Macédoine du Nord masculin de handball 2020-2021 est la 29e édition de cette compétition.
Le RK Vardar Skopje, vainqueur des cinq dernières édition, conserve son titre grâce à une meilleure différence de but particulière que le RK Eurofarm Pelister. Vice-champion pour la deuxième édition de suite, le club de Bitola s'impose comme le principal rival du Vardar tandis que le RK Metalurg doit se contenter de la quatrième place.

## Présentation

### Modalités
Comme plusieurs championnats dont ceux d'Allemagne et de France, la Super liga macédonienne s'élargit et passe de douze à seize clubs en raison de l'arrêt prématuré de l'édition 2019-2020. Le format est donc particulier pour cette saison et permet de revenir à douze clubs dès 2021.
Comme habituellement, les deux meilleurs clubs macédoniens — RK Vardar et RK Eurofarm Pelister — disputent la Ligue SEHA et sont dispensés de première phase. Les quatorze autre clubs sont répartis par tirage au sort avec têtes de série dans deux poules où ils s'affrontent en matchs aller-retour. Cette première phase a lieu du 11 septembre au 27 décembre 2020.
La seconde phase a également lieu sous la forme de poules, composées à présent de huit clubs, avec matchs aller-retour. Elle est jouée du 5 mars au 3 mai 2021. Les deux clubs exemptés de première phase et les trois premiers de chaque poule se retrouvent dans la poule de play-off. Le premier de cette poule est sacré champion. Les quatre derniers de chaque poule sont reversés dans la poule de play-down et luttent pour leur maintien en Super liga. Avec le retour à 12 clubs dans ce championnat l'année prochaine, seuls les deux premiers sont maintenus tandis que le troisième joue un barrage contre le vice-champion de deuxième division.
Le compte des points est le même qu'en Ligue SEHA : la victoire rapporte trois points, le nul un et la défaite aucun.

### Participants
| \| RK Struga GRK Ohrid Bitola : · RK Eurofarm Pelister · RK Eurofarm Pelister II RK Prilep GRK Tikveš RK Mladost Bogdantsi RK Astraion RK Radovich Skopje : · RK Vardar · RK Metalurg · RK Prolet · RK Butel · RK Rabotnički · RK KL 7 · RK Junior KV \| Localisation des clubs engagés dans le championnat. |
| RK Struga GRK Ohrid Bitola : · RK Eurofarm Pelister · RK Eurofarm Pelister II RK Prilep GRK Tikveš RK Mladost Bogdantsi RK Astraion RK Radovich Skopje : · RK Vardar · RK Metalurg · RK Prolet · RK Butel · RK Rabotnički · RK KL 7 · RK Junior KV                                                           |

Tous les clubs de la saison précédente sont sportivement maintenus, cependant le RK Vardar Junior et le RK Metalurg 2, équipes réserves respectives du RK Vardar et RK Metalurg, choisissent d'être rétrogradées. Six clubs sont promus, les trois premiers de chaque poule de deuxième division lors de l'arrêt de la saison précédente.
| Club                      | 1re phase 2019-20 (mk) | Localisation         | Salle                                   | Groupe |
| ------------------------- | ---------------------- | -------------------- | --------------------------------------- | ------ |
| RK Vardar Skopje          | NC                     | Skopje (Aerodrom)    | CS Yané Sandanski                       | SEHA   |
| RK Eurofarm Pelister      | NC                     | Bitola               | Palais des sports Boro Čurlevski (en)   | SEHA   |
| RK Metalurg Skopje        | 1er                    | Skopje (Karpoch)     | CS Boris-Trajkovski                     | B      |
| GRK Ohrid                 | 2e                     | Ohrid                | Palais des sports Biljanini Izvori (en) | A      |
| RK Butel Skopje (mk)      | 3e                     | Skopje (Boutel)      | Gymnase Andon-Dimitrov                  | B      |
| RK Prolet Skopje          | 4e                     | Skopje (Tsentar)     | Rasadnik                                | A      |
| RK Radovich               | 5e                     | Radovich             | Palais des sports du 25-Mai             | A      |
| RK Eurofarm Pelister II   | 7e                     | Bitola               | Palais des sports Boro Čurlevski (en)   | B      |
| RK Struga (mk)            | 9e                     | Struga               | Gymnase Niko-Nestor                     | A      |
| RK Rabotnički Skopje (mk) | 10e                    | Skopje (Tsentar)     | SRC Kale                                | B      |
| RK Astraion (mk)          | 1er D2, gr. 1          | Stroumitsa           | Palais des sports Park (mk)             | A      |
| GRK Tikveš (mk)           | 1er D2, gr. 2          | Kavadartsi           | Palais des sports Jasmin (en)           | B      |
| RK Prilep (mk)            | 2e D2, gr. 1           | Prilep               | Gymnase Riste-Risteski - Ričko          | B      |
| RK KL 7 (mk)              | 2e D2, gr. 2           | Skopje (Karpoch)     | CS Boris-Trajkovski                     | A      |
| RK Junior KV (mk)         | 3e D2, gr. 1           | Skopje (Kisela Voda) | Gymnase Krume-Kepeski                   | A      |
| RK Mladost Bogdantsi (mk) | 3e D2, gr. 2           | Bogdantsi            | Palais des sports Mlaz                  | B      |

## Première phase
Pour le tirage au sort des groupes, les équipes sont réparties deux à deux dans sept chapeaux selon leur classement à l'arrêt des compétitions. Ainsi, le RK Metalurg Skopje et le GRK Ohrid, respectivement premier et deuxième, sont placés dans le chapeau 1 tandis que le RK Junior KV (mk) et le RK Mladost Bogdantsi (mk), troisièmes de leur poule de deuxième division, sont dans le chapeau 7.

### Poule A
|   | Équipe             | Pts | J  | G  | N | P  | Bp  | Bc  | Diff |  | Résultats (dom.\ext.) | Ohrid | Prol. | Stru. | KL7   | Rado. | Juni. | Astr. |
| - | ------------------ | --- | -- | -- | - | -- | --- | --- | ---- |  | --------------------- | ----- | ----- | ----- | ----- | ----- | ----- | ----- |
| 1 | GRK Ohrid          | 36  | 12 | 12 | 0 | 0  | 339 | 235 | 104  |  | GRK Ohrid             |       | 24-19 | 31-16 | 27-24 | 32-11 | 30-21 | 34-19 |
| 2 | RK Prolet Skopje   | 24  | 12 | 8  | 0 | 4  | 306 | 266 | 40   |  | RK Prolet Skopje      | 18-22 |       | 23-15 | 23-20 | 27-21 | 34-20 | 32-24 |
| 3 | RK Struga (mk)     | 19  | 12 | 6  | 1 | 5  | 275 | 284 | -9   |  | RK Struga (mk)        | 18-20 | 25-21 |       | 23-23 | 27-21 | 22-20 | 32-27 |
| 4 | RK KL 7 (mk)P      | 16  | 12 | 5  | 1 | 6  | 331 | 319 | 12   |  | RK KL 7 (mk)P         | 23-29 | 32-30 | 23-28 |       | 31-26 | 30-18 | 38-22 |
| 5 | RK Radovich        | 15  | 12 | 5  | 0 | 7  | 315 | 331 | -16  |  | RK Radovich           | 22-28 | 19-22 | 26-24 | 33-29 |       | 39-27 | 36-27 |
| 6 | RK Junior KV (mk)P | 10  | 12 | 3  | 1 | 8  | 276 | 322 | -46  |  | RK Junior KV (mk)P    | 22-31 | 20-26 | 21-15 | 35-25 | 23-28 |       | 30-23 |
| 7 | RK Astraion (mk)P  | 4   | 12 | 1  | 1 | 10 | 294 | 379 | -85  |  | RK Astraion (mk)P     | 22-31 | 24-31 | 28-30 | 25-33 | 34-33 | 19-19 |       |

### Poule B
|   | Équipe                     | Pts | J  | G | N | P  | Bp  | Bc  | Diff |  | Résultats (dom.\ext.)      | Met.  | Butel | Eu.P.2 | Tikv. | Pril. | Rabo. | Mlad. |
| - | -------------------------- | --- | -- | - | - | -- | --- | --- | ---- |  | -------------------------- | ----- | ----- | ------ | ----- | ----- | ----- | ----- |
| 1 | RK Metalurg Skopje         | 27  | 12 | 9 | 0 | 3  | 362 | 304 | 58   |  | RK Metalurg Skopje         |       | 23-31 | 25-21  | 36-24 | 38-24 | 26-22 | 37-26 |
| 2 | RK Butel Skopje (mk)       | 25  | 12 | 8 | 1 | 3  | 327 | 264 | 63   |  | RK Butel Skopje (mk)       | 19-20 |       | 30-25  | 32-24 | 19-21 | 21-23 | 33-23 |
| 3 | RK Eurofarm Pelister II    | 22  | 12 | 7 | 1 | 4  | 327 | 297 | 30   |  | RK Eurofarm Pelister II    | 27-26 | 23-23 |        | 29-30 | 28-25 | 35-23 | 36-23 |
| 4 | GRK Tikveš (mk)P           | 19  | 12 | 6 | 1 | 5  | 348 | 344 | 4    |  | GRK Tikveš (mk)P           | 40-38 | 22-25 | 26-27  |       | 25-25 | 33-21 | 32-25 |
| 5 | RK Prilep (mk)P            | 16  | 12 | 5 | 1 | 6  | 311 | 338 | -27  |  | RK Prilep (mk)P            | 21-28 | 19-29 | 16-23  | 30-36 |       | 27-24 | 41-32 |
| 6 | RK Rabotnički Skopje (mk)  | 9   | 12 | 3 | 0 | 9  | 311 | 361 | -50  |  | RK Rabotnički Skopje (mk)  | 26-31 | 23-33 | 28-23  | 29-31 | 29-34 |       | 35-32 |
| 7 | RK Mladost Bogdantsi (mk)P | 6   | 12 | 2 | 0 | 10 | 313 | 391 | -78  |  | RK Mladost Bogdantsi (mk)P | 23-34 | 18-32 | 22-30  | 27-25 | 27-28 | 35-28 |       |

## Play-off
Le Vardar remporte largement le match aller face à Eurofarm Pelister mais perd ensuite à Bitola, tout en conservant une meilleure différence. Les deux équipes remportant tous les matchs face aux autres équipes, le RK Vardar est sacré lors de la dernière journée en battant le Metalurg.
|   | Équipe                  | Pts | J  | G  | N | P  | Bp  | Bc  | Diff | Dép     |  | Résultats (dom.\ext.)   | Vard. | Eu.P. | Prol. | Met.  | Butel | Ohrid | Eu.P.2 | Stru. |
| - | ----------------------- | --- | -- | -- | - | -- | --- | --- | ---- | ------- |  | ----------------------- | ----- | ----- | ----- | ----- | ----- | ----- | ------ | ----- |
| 1 | RK Vardar Skopje        | 39  | 14 | 13 | 0 | 1  | 443 | 352 | 91   | 2p., +4 |  | RK Vardar Skopje        |       | 35-27 | 30-24 | 39-27 | 26-22 | 37-29 | 34-30  | 36-22 |
| 2 | RK Eurofarm Pelister    | 39  | 14 | 13 | 0 | 1  | 401 | 305 | 96   | 2p., −4 |  | RK Eurofarm Pelister    | 29-25 |       | 26-17 | 34-24 | 28-23 | 30-14 | 28-21  | 28-18 |
| 3 | RK Prolet Skopje        | 22  | 14 | 7  | 1 | 6  | 338 | 350 | -12  | -       |  | RK Prolet Skopje        | 22-28 | 21-25 |       | 29-26 | 22-21 | 26-28 | 27-25  | 27-21 |
| 4 | RK Metalurg Skopje      | 20  | 14 | 6  | 2 | 6  | 401 | 406 | -5   | -       |  | RK Metalurg Skopje      | 27-31 | 22-32 | 29-22 |       | 36-35 | 28-24 | 36-23  | 35-28 |
| 5 | RK Butel Skopje (mk)    | 18  | 14 | 5  | 3 | 6  | 359 | 362 | -3   | -       |  | RK Butel Skopje (mk)    | 26-34 | 26-29 | 26-26 | 23-23 |       | 26-22 | 29-28  | 22-21 |
| 6 | GRK Ohrid               | 15  | 14 | 4  | 3 | 7  | 314 | 348 | -34  | -       |  | GRK Ohrid               | 19-23 | 20-24 | 21-22 | 27-26 | 22-22 |       | 24-21  | 21-20 |
| 7 | RK Eurofarm Pelister II | 5   | 14 | 1  | 2 | 11 | 355 | 392 | -37  | -       |  | RK Eurofarm Pelister II | 26-33 | 23-31 | 21-23 | 31-34 | 25-26 | 26-26 |        | 31-17 |
| 8 | RK Struga (mk)          | 3   | 14 | 0  | 3 | 10 | 297 | 393 | -96  | -       |  | RK Struga (mk)          | 22-32 | 16-30 | 23-30 | 28-28 | 20-32 | 17-17 | 24-24  |       |

## Play-out
|    | Équipe                     | Pts | J  | G  | N | P  | Bp  | Bc  | Diff | Dép |  | Résultats (dom.\ext.)      | Pril. | Tikv. | Rado. | KL7   | Rabo. | Juni. | Mlad. | Astr. |
| -- | -------------------------- | --- | -- | -- | - | -- | --- | --- | ---- | --- |  | -------------------------- | ----- | ----- | ----- | ----- | ----- | ----- | ----- | ----- |
| 9  | RK Prilep (mk)P            | 30  | 14 | 10 | 0 | 4  | 428 | 388 | 40   | -   |  | RK Prilep (mk)P            |       | 32-28 | 20-17 | 31-33 | 31-28 | 33-27 | 29-23 | 34-22 |
| 10 | GRK Tikveš (mk)P           | 28  | 14 | 9  | 1 | 4  | 402 | 354 | 48   | 3p. |  | GRK Tikveš (mk)P           | 29-28 |       | 25-25 | 30-27 | 25-18 | 29-31 | 28-23 | 39-25 |
| 11 | RK Radovich                | 28  | 14 | 9  | 1 | 4  | 397 | 333 | 64   | 1p. |  | RK Radovich                | 27-24 | 27-32 |       | 37-31 | 27-14 | 30-23 | 22-23 | 38-15 |
| 12 | RK KL 7 (mk)P              | 27  | 14 | 9  | 0 | 5  | 461 | 434 | 27   | -   |  | RK KL 7 (mk)P              | 35-36 | 29-28 | 23-24 |       | 27-23 | 37-36 | 35-31 | 36-23 |
| 13 | RK Rabotnički Skopje (mk)  | 21  | 14 | 7  | 0 | 7  | 377 | 372 | 5    | -   |  | RK Rabotnički Skopje (mk)  | 29-26 | 31-24 | 25-23 | 34-39 |       | 34-33 | 30-24 | 39-19 |
| 14 | RK Junior KV (mk)P         | 19  | 14 | 6  | 1 | 7  | 425 | 415 | 10   | -   |  | RK Junior KV (mk)P         | 32-38 | 18-26 | 32-34 | 43-37 | 32-25 |       | 29-25 | 36-23 |
| 15 | RK Mladost Bogdantsi (mk)P | 13  | 14 | 4  | 1 | 9  | 365 | 385 | -20  | -   |  | RK Mladost Bogdantsi (mk)P | 33-37 | 21-22 | 22-27 | 28-32 | 24-23 | 28-28 |       | 30-19 |
| 16 | RK Astraion (mk)P          | 0   | 14 | 0  | 0 | 14 | 302 | 476 | -174 | -   |  | RK Astraion (mk)P          | 25-29 | 19-37 | 24-39 | 30-40 | 18-24 | 16-25 | 24-30 |       |

### Barrage
Le match de barrage s'est joué sur un match sec à Negotino. Le RK Radovich, troisième de la phase de play-out, bat facilement le RK Champion, deuxième de Prva Liga sur le score de 36 à 20. Le club de Radovich se maintient donc dans l'élite qui reviendra à 12 clubs pour la saison 2021-2022.

## Bilan de la saison
| Tableau d'honneur de la saison 2020-2021 |                           |                               |
| Compétition                              | Vainqueur                 | Commentaire                   |
| Championnat de Macédoine du Nord         | RK Vardar Skopje          | 14e titre                     |
| Coupe de Macédoine du Nord               | RK Vardar Skopje          | 14e victoire                  |
| Bilan en coupes d'Europe 2020-2021       |                           |                               |
| Compétition                              | Qualifiés                 | Commentaire                   |
| Ligue des champions                      | RK Vardar Skopje          | 1/8 de finale                 |
| Ligue européenne                         | RK Eurofarm Pelister      | 1/8 de finale                 |
| Ligue européenne                         | RK Metalurg Skopje        | Phase de groupes              |
| Ligue européenne                         | RK Butel Skopje (mk)      | 1er tour qualificatif         |
| Qualifications européennes 2021-2022     |                           |                               |
| Compétition                              | Qualifiés                 | Commentaire                   |
| Ligue des champions                      | RK Vardar Skopje          | Champion de Macédoine du Nord |
| Ligue européenne                         | RK Eurofarm Pelister      | Deuxième du championnat       |
| Ligue européenne                         | RK Prolet Skopje          | Troisième du championnat      |
| Ligue européenne                         | RK Metalurg Skopje        | Quatrième du championnat      |
| Promotions et relégations                |                           |                               |
| Relégués en Division 2                   | RK KL 7 (mk)              | Après 1 saison                |
| Relégués en Division 2                   | RK Rabotnički Skopje (mk) | Après 2 saisons               |
| Relégués en Division 2                   | RK Junior KV (mk)         | Après 1 saison                |
| Relégués en Division 2                   | RK Mladost Bogdantsi (mk) | Après 1 saison                |
| Relégués en Division 2                   | RK Astraion (mk)          | Après 1 saison                |
| Promus de Division 2                     | RK Skopje 2020            | ...                           |